# Liste von Sakralbauten in Halle (Saale)
Die Liste von Sakralbauten in Halle (Saale) nennt Kirchengebäude und sonstige Sakralbauten in Halle (Saale), Sachsen-Anhalt.

## Christentum
| Kirche                                                  | Stadtteil bzw. -viertel                                                                     | Bauzeit                            | Baustil | Konfession                                                                                                 | Foto                                                 |
| ------------------------------------------------------- | ------------------------------------------------------------------------------------------- | ---------------------------------- | --- | --- | ---------------------------------------------------- |
| Hallescher Dom                                          | Altstadt 51° 29′ 3″ N, 11° 57′ 52″ O                                                        | um 1280 begonnen                   | ursprünglich gotisch, mit Umbauten aus Renaissance und Barock                                                  | evangelisch-reformiert                                                                                     | Der Dom zu Halle                                     |
| Königreichssaal                                         | Trotha 51° 31′ 28″ N, 11° 57′ 25″ O                                                         |                                    | | Zeugen Jehovas                                                                                             | Königreichssaal                                      |
| Marktkirche Unser Lieben Frauen                         | Altstadt 51° 28′ 57″ N, 11° 58′ 6″ O                                                        | 1529–1554                          | spätgotisch | evangelisch                                                                                                | Marktkirche Unser Lieben Frauen                      |
| Moritzkirche                                            | Altstadt 51° 28′ 49″ N, 11° 57′ 59″ O                                                       | 1388–1510                          | spätgotisch | katholisch                                                                                                 |                                                      |
| St. Laurentius                                          | Nördliche Innenstadt 51° 29′ 23″ N, 11° 57′ 36″ O                                           | 1140, 1570, 1690, 1751             | Turm: romanisch, Schiff: barock/modern                                                                         | evangelisch                                                                                                | Laurentiuskirche                                     |
| St. Franziskus und St. Elisabeth                        | Südliche Innenstadt (Glaucha) 51° 28′ 42″ N, 11° 58′ 2″ O                                   | 1893–1896                          | neugotisch | katholisch                                                                                                 | St. Franziskus und St. Elisabeth                     |
| St. Bartholomäus                                        | Giebichenstein 51° 30′ 6″ N, 11° 57′ 25″ O                                                  | 1740–1742, Turm um 1200            | barock | evangelisch                                                                                                | St. Bartholomäus in Halle (Saale)                    |
| Petruskirche                                            | Kröllwitz 51° 30′ 23″ N, 11° 57′ 11″ O                                                      | 1900–1901                          | neugotisch | evangelisch                                                                                                | Petruskirche Halle (Kröllwitz)                       |
| Kirchenruine Granau                                     | Nietleben 51° 28′ 54″ N, 11° 53′ 14″ O                                                      | 1654–1692                          | ehemals barock                                                                                                 | evangelisch                                                                                                |                                                      |
| St. Johannes                                            | Südliche Innenstadt 51° 28′ 14″ N, 11° 58′ 39″ O                                            | 1892–1893                          | neugotisch | evangelisch                                                                                                | Johanneskirche in Halle (Saale), Foto: Markus Händel |
| Lutherkirche                                            | Südliche Innenstadt (Damaschkestraße) 51° 27′ 27″ N, 11° 58′ 37″ O                          | 1929                               | neogotisch / expressionistisch                                                                                 | evangelisch                                                                                                |                                                      |
| Kirche Am Gesundbrunnen                                 | Südliche Innenstadt (Gesundbrunnen) 51° 27′ 27″ N, 11° 57′ 20″ O                            | 1934                               | modern | evangelisch                                                                                                |                                                      |
| Maria Königin des Friedens                              | Dölau 51° 30′ 32″ N, 11° 53′ 7″ O                                                           | 1997–1998                          | modern | katholisch                                                                                                 |                                                      |
| Pauluskirche                                            | Paulusviertel 51° 29′ 45″ N, 11° 58′ 26″ O                                                  | 1900–1903                          | neugotisch | evangelisch                                                                                                | Die Pauluskirche in Halle (Saale)                    |
| St. Nikolaus                                            | Böllberg 51° 27′ 45″ N, 11° 57′ 2″ O                                                        | Ende 12. Jh.                       | romanisch | evangelisch                                                                                                | Dorfkirche Böllberg                                  |
| Evangelische Kirche                                     | Nietleben 51° 29′ 1″ N, 11° 54′ 5″ O                                                        | 1884–1886                          | historistisch                                                                                                  | evangelisch                                                                                                | Kirche Nietleben                                     |
| St. Georgen                                             | Südliche Innenstadt (Glaucha) 51° 28′ 42″ N, 11° 57′ 53″ O                                  | 1740–1744                          | spätbarock | freikirchlich-evangelisch                                                                                  | St. Georgen                                          |
| Maria-Magdalena-Kapelle                                 | Altstadt 51° 29′ 13″ N, 11° 57′ 50″ O                                                       | 1514 (Weihe)                       | spätgotisch | evangelisch-lutherisch                                                                                     | Moritzburg, Burghof mit Maria-Magdalenen-Kapelle.    |
| St. Elisabeth                                           | Beesen 51° 25′ 55″ N, 11° 57′ 48″ O                                                         | 12. Jh., 1724–1725                 | romanisch / barock                                                                                             | evangelisch                                                                                                | St. Elisabeth in Halle (Beesen)                      |
| Christuskirche                                          | Freiimfelde/Kanenaer Weg 51° 28′ 56″ N, 11° 59′ 44″ O                                       | 1926–1927                          | expressionistisch                                                                                              | evangelisch                                                                                                | Christuskirche in Halle (Saale)                      |
| Konzerthalle St.-Ulrich-Kirche                          | Altstadt 51° 28′ 53″ N, 11° 58′ 22″ O                                                       | Mitte 14. Jh.                      | gotisch | ehemals Klosterkirche, dann evangelisch, wird als Konzerthalle genutzt                                     |                                                      |
| Kirche Jacobstraße                                      | Südliche Innenstadt (Glaucha) 51° 28′ 34″ N, 11° 57′ 55″ O                                  | 1890–1891                          | historistisch                                                                                                  | ehemals katholisch-apostolisch, nicht mehr kirchlich genutzt, in einem gründerzeitlichen Hinterhof gelegen |                                                      |
| Kirche der Provinzial-Irrenanstalt Halle-Nietleben      | Heide-Süd 51° 29′ 34″ N, 11° 56′ 9″ O                                                       | zwischen 1844 und 1857             | Rundbogenstil                                                                                                  | Ruine, ungenutzt                                                                                           |                                                      |
| Dreieinigkeitskirche                                    | Südliche Innenstadt (Lutherviertel) 51° 27′ 54″ N, 11° 58′ 34″ O                            | 1929–1930                          | z. T. expressionistisch                                                                                        | katholisch                                                                                                 | Dreieinigkeitskirche in Halle (Saale)                |
| Heilandskirche                                          | Frohe Zukunft 51° 30′ 26″ N, 11° 59′ 44″ O                                                  | 1937–1938                          | neoromanisch                                                                                                   | evangelisch                                                                                                | Heilandskirche in Halle (Saale)                      |
| Anstaltskirche der Diakonie oder Kirche im Diakoniewerk | Giebichenstein (Mühlwegviertel) 51° 29′ 39″ N, 11° 57′ 36″ O                                | 1893                               | neugotisch | evangelisch                                                                                                | Diakoniekirche                                       |
| Heilig-Kreuz-Kirche                                     | Nördliche Innenstadt 51° 29′ 25″ N, 11° 58′ 26″ O                                           | 1990–1991                          | Hinterhofkirche, modern                                                                                        | katholisch                                                                                                 |                                                      |
| St. Stephanus                                           | Giebichenstein (Mühlwegviertel) 51° 29′ 45″ N, 11° 57′ 51″ O                                | 1891–1893                          | neugotisch | ehemals evangelisch, wurde bis Juni 2014 als Lager der Universitätsbibliothek genutzt, steht jetzt leer    | Diakoniekirche                                       |
| St. Nicolai et Antonii                                  | Dölau 51° 30′ 45″ N, 11° 52′ 53″ O                                                          | 11. und 12. Jh.                    | romanisch/gotisch                                                                                              | evangelisch                                                                                                |                                                      |
| St. Briccius                                            | Trotha 51° 30′ 44″ N, 11° 57′ 29″ O                                                         | 12. Jh.                            | im Kern romanisch                                                                                              | evangelisch                                                                                                |                                                      |
| St. Norbert                                             | Giebichenstein 51° 30′ 7″ N, 11° 57′ 41″ O                                                  | 1890–1891                          | neugotisch | katholisch                                                                                                 |                                                      |
| St. Wenzel                                              | Radewell 51° 25′ 18″ N, 11° 59′ 54″ O                                                       | Mitte 12. Jh., barocker Umbau 1680 | romanisch, barock                                                                                              | evangelisch                                                                                                |                                                      |
| St. Pankratius                                          | Mötzlich 51° 30′ 56″ N, 12° 0′ 37″ O                                                        | erstmals 1125 urkundlich erwähnt   | romanisch | evangelisch                                                                                                |                                                      |
| Allerheiligenkapelle                                    | Altstadt 51° 29′ 2″ N, 11° 57′ 53″ O                                                        | 1539                               | Gotik/Renaissance                                                                                              | Heute für das Geiseltalmuseum genutzt                                                                      |                                                      |
| Krankenhauskapelle                                      | Nördliche Innenstadt 51° 29′ 8″ N, 11° 58′ 41″ O                                            | 1882–1883                          | neuromanische und neugotische Ansätze                                                                          | ungenutzt                                                                                                  |                                                      |
| Passendorfer Kirche                                     | Südliche Neustadt 51° 28′ 20″ N, 11° 55′ 46″ O                                              | 1720–1723                          | barock | evangelisch                                                                                                |                                                      |
| St. Nikolaus                                            | Büschdorf 51° 28′ 38″ N, 12° 1′ 56″ O                                                       | 12. Jh., später barocke Umbauten   | romanisch | evangelisch                                                                                                |                                                      |
| St. Wenzel                                              | Lettin 51° 31′ 31″ N, 11° 54′ 29″ O                                                         | 12. Jh.                            | romanisch | evangelisch                                                                                                |                                                      |
| Kirche Johannes der Täufer                              | Diemitz 51° 29′ 24″ N, 12° 0′ 34″ O                                                         | 17. Jh.                            | im Ursprung barock                                                                                             | evangelisch                                                                                                |                                                      |
| St. Gertraud                                            | Reideburg 51° 29′ 5″ N, 12° 2′ 44″ O                                                        |                                    | romanischer Kern, barocke Umbauten                                                                             | evangelisch                                                                                                |                                                      |
| St. Stephanus                                           | Kanena 51° 27′ 26″ N, 12° 2′ 15″ O                                                          | 1791–1794                          | barock, evtl. unter Verwendung eines romanischen Vorgängers                                                    | evangelisch                                                                                                |                                                      |
| Armenische Auferstehungskirche Surb Harutyun            | Radewell 51° 25′ 30″ N, 11° 59′ 25″ O                                                       | 1901                               | In einer ehemaligen Fabrikhalle als katholische Kirche eingerichtet. (zur Geschichte siehe St. Marien (Halle)) | armenisch-apostolisch (ehemals katholisch)                                                                 |                                                      |
| Friedenskirche                                          | Nördliche Innenstadt 51° 29′ 40″ N, 11° 58′ 2″ O                                            | 1902                               | Hinterhofkirche, Gemeindehaus an der Straße, umgebaut in den 1920er Jahren                                     | baptistisch, evangelisch-freikirchlich                                                                     |                                                      |
| St. Katharinen                                          | Ammendorf 51° 25′ 33″ N, 11° 59′ 4″ O                                                       | 18. Jh.                            | barock bzw. barockisiert                                                                                       | evangelisch                                                                                                |                                                      |
| St. Petrus                                              | Wörmlitz 51° 27′ 11″ N, 11° 56′ 25″ O                                                       | 12. Jh.                            | urspr. romanisch, barocker Umbau                                                                               | evangelisch                                                                                                |                                                      |
| St. Laurentius                                          | Seeben 51° 31′ 48″ N, 11° 58′ 34″ O                                                         | Ende 12. Jh.                       | spätromanisch                                                                                                  | evangelisch                                                                                                |                                                      |
| Hauskirche zum Heiligen Kreuz                           | Südliche Innenstadt; Hauskirche in den Franckeschen Stiftungen 51° 28′ 41″ N, 11° 58′ 22″ O | 2000                               | im Haus 24 | russisch-orthodox                                                                                          |                                                      |
| St.-Georgs-Kapelle                                      | Südliche Innenstadt; in den Franckeschen Stiftungen 51° 28′ 41″ N, 11° 58′ 21″ O            | 1998                               | im Haus 24 – barockes Kreuzgewölbe                                                                             | ökumenisch                                                                                                 |                                                      |
| Neuapostolische Kirche                                  | Nördliche Innenstadt 51° 29′ 6″ N, 11° 57′ 43″ O                                            | 2001                               | modern | neuapostolisch                                                                                             |                                                      |
| Dietrich-Bonhoeffer-Kapelle                             | Dölau 51° 30′ 13″ N, 11° 52′ 39″ O                                                          | 2000                               | modern | |                                                      |
| Kirchsaal der Justizvollzugsanstalt „Roter Ochse“       | Nördliche Innenstadt                                                                        | um 1850                            | Rundbogenstil                                                                                                  | ökumenisch verwaltet                                                                                       |                                                      |
| St. Marien                                              | Ammendorf 51° 25′ 59″ N, 11° 58′ 28″ O                                                      | 1982–1984                          | modern | katholisch                                                                                                 |                                                      |
| Bethaus der Evangeliumschristen-Baptisten               | Westliche Neustadt 51° 28′ 25″ N, 11° 55′ 13″ O                                             | umgebaut 2016                      | modern | baptistisch                                                                                                |                                                      |

## Judentum
| Bauwerk                 | Stadtteil bzw. -viertel                    | Bauzeit | Baustil                       | Foto |
| ----------------------- | ------------------------------------------ | ------- | ----------------------------- | ---- |
| Synagoge in Halle       | Paulusviertel 51° 29′ 36″ N, 11° 58′ 49″ O | 1894    | orientalisierende Architektur |      |
| Alte hallesche Synagoge | Altstadt                                   | 1870    | orientalisierende Architektur |      |

## Islam
| Bauwerk                                    | Stadtteil bzw. -viertel                        | Bauzeit | Baustil | Foto |
| ------------------------------------------ | ---------------------------------------------- | ------- | ------- | ---- |
| Islamisches Kulturcenter Halle/Saale e. V. | Nördliche Neustadt 51° 29′ 0″ N, 11° 56′ 27″ O |         | modern  |      |

## Erläuterungen und Quellen
1. 1 2 3 4 5  Laut Denkmalverzeichnis der Stadt Halle, abrufbar unter Denkmalverzeichnis Halle. In: denkmal.de. Abgerufen am 12. April 2023 (Online-Version der Druck-Ausgabe).
2. ↑  Bezeichnung laut Homepage des Diakoniewerks Halle; abgerufen am 13. August 2012
3. ↑  Artikel der Webseite Halle im Bild, abgerufen am 30. August 2015.
4. ↑  Grötschel, Peggy/Behne, Matthias, Die Kirchen der Stadt Halle, S. 122.

- Karte mit allen verlinkten Seiten:
- OSM |
- WikiMap